# Лех-Манальское шоссе

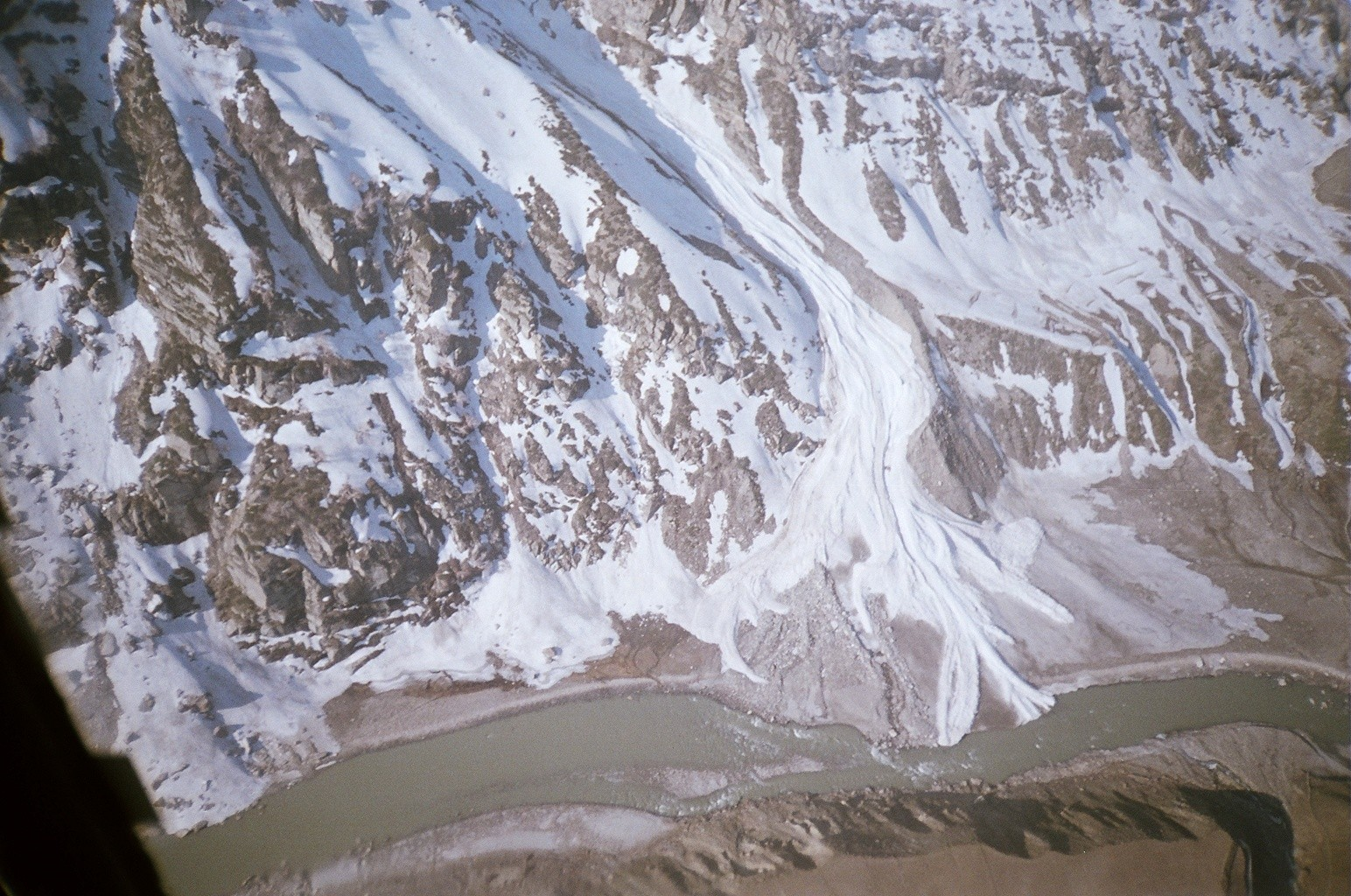
Лавина заблокировала шоссе.

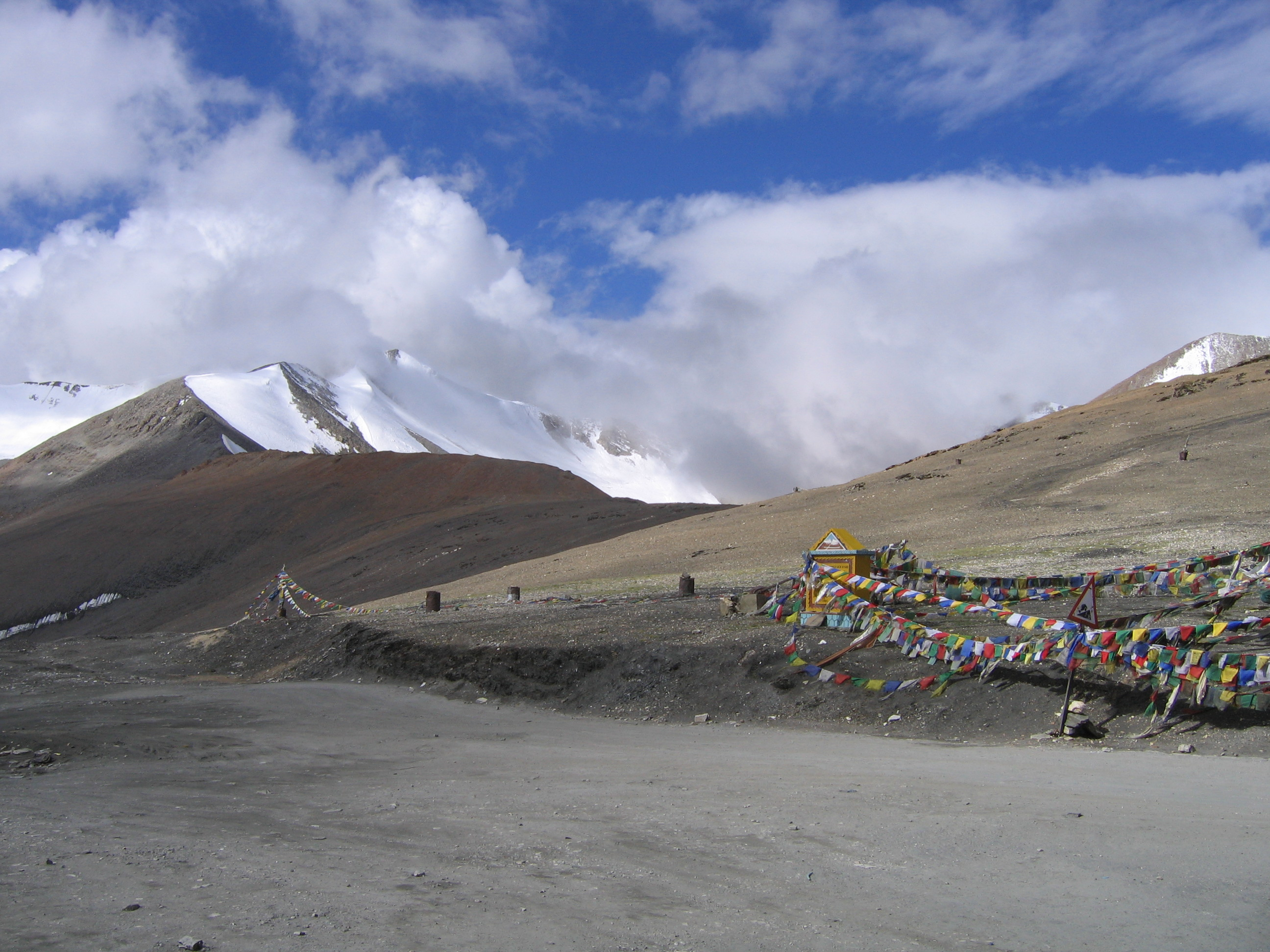
Тангланг Ла на шоссе.

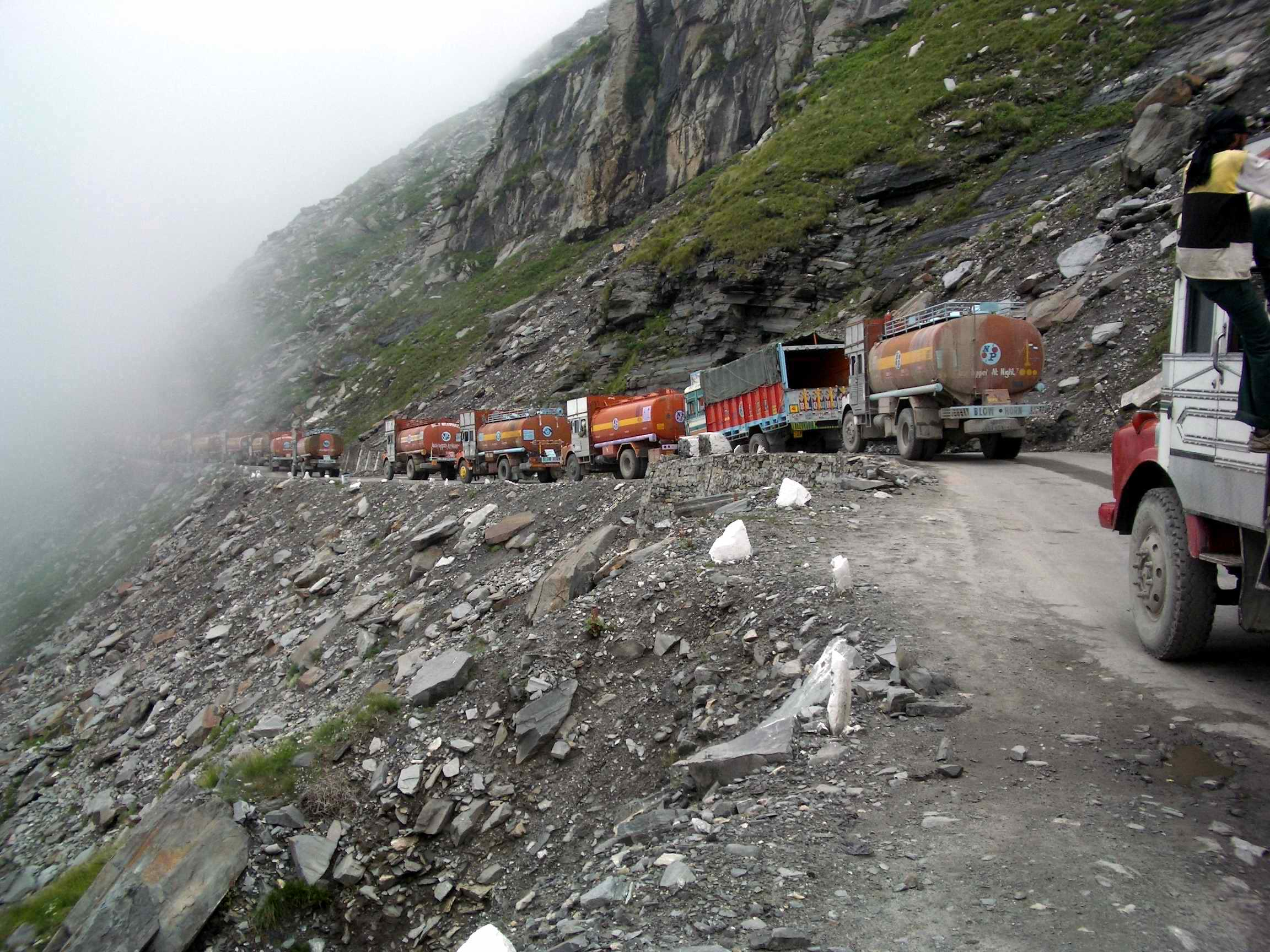
Пробка на пути к Рохтангскому проходу.

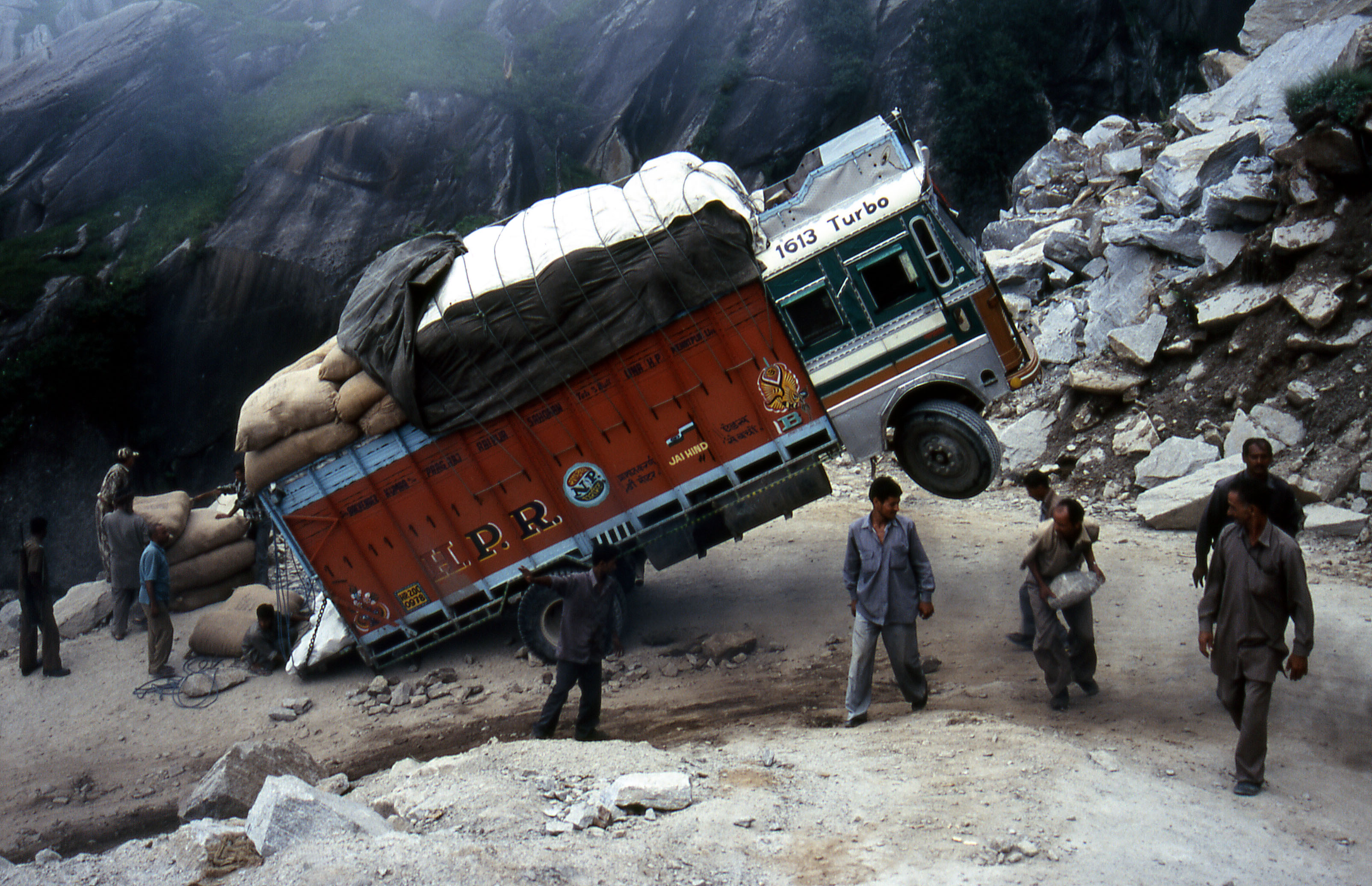
Несчастные случаи обычны здесь.

Лех-Маналинское шоссе (хинди लेह-मनाली राजमार्ग, IAST: Lēha-manālī rājamārga) — шоссе в Индии, соединяющее Лех и Манали. Оно открыто с июня по середину сентября, когда Организация пограничных дорог счищает весь снег с шоссе. Эта дорога соединяет Манали с долиной Куллу, Лахулом, Спити и Ладакхом. Оно является частью НШ 21, которое планируется достроить в 2012.
Шоссе пересекает высочайшие перевалы в мире, включая Баралача-Ла 4892 метров, Лачулунг-Ла 5059 м и Тангланг-Ла 5325 метров. Пересечение перевалов часто затруднено из-за снегопадов. Между Лачлунгg-Ла и Тагланг-Ла эта дорога пересекает Равнину Мор. Рохтангский туннель строится в обход перевала, чтобы сделать дорогу проходимой, независимо от погоды.
Путешествие по дороге обычно занимает 2 дня (часто бывает больше из-за погоды), путники обычно ночуют в Джиспе или в палаточном лагере Сарчу. Попеременно можно ночевать и в Кейлонге. Расстояние от Манали до Сарчу — 222 км в Химачал-Прадеш, а от Сарчу до Леха — 257 км, итак, всё шоссе 479 км. Неподготовленные путешественники могут испытывать неприятные ощущения и, возможно, горную болезнь.
Проектирование, финансирование и строительство дороги осуществлялось индийской армией. Шоссе было изначально рассчитано на перемещение военной техники.